# Меречовщина
Меречовщина (біл. Мерачоўшчына, пол. Mereczowszczyzna; рос. Меречёвщина) — безлюдне село в Білорусі, в Берестейській області, в Івацевицькому районі.
Меречовщина розташована на Бусячці, на дорозі від Івацевич до Ружан, приблизно 2 км на північний захід від Косова. У 1746 році Тадей Костюшко народився саме в Меречовщині.

## Історія
У першій половині XVIII століття це був фільварок, що належав родині Сапег. У 1733 р. його заставив Людвік Тадеуш Костюшко, який володів цим фільварком до моменту викупу його в 1764 р.. Потім родина Костюшків переїхала до маєтку своїх предків Сехновичі. Тадей Костюшко народився у садибі, що належить до фільварку.
У Другій Польській Республіці Меречовщина належала до комуни Косів у Косовському повіті, в Поліському воєводстві. Це було пам'ятне місце про Костюшка до німецько-радянської агресії проти Польщі у вересні 1939 року. Будинок Костюшків був спалений у 1942 р. радянськими партизанами[джерело не вказане 1021 день]. У 1996 р. в США було створено Комітет з реконструкції будинку родини Костюшків, завдяки якому в 2004 році був реконструйований садибний будинок. Більша частина реконструкції була профінансована на кошти Берестейської області . У садибі є музей.
В околицях Меречовщини в Косові знаходиться відбудований палац родини Пусловських.